# Сражение при Ликозе

Южная Италия в IX веке

Сражение при Ликозе — состоявшееся летом 846 года у мыса Ликоза морское сражение, в котором объединённый флот правителей итальянских княжеств (Неаполя, Амальфи, Гаэты и Сорренто) во главе с Сергием I разбил флот сарацин.

## Исторические источники
О сражении при Ликозе и сопутствовавших ему событиях сообщается в нескольких раннесредневековых исторических источниках: в написанной Иоанном Диаконом второй части «Деяний неаполитанских епископов», в «Истории лангобардов Беневенто» Эрхемперта, в «Салернской хронике», в «Хронике Святого Бенедикта Кассинского», в «Liber Pontificalis», в «Бертинских анналах» и «Фульдских анналах».

## Предыстория
Сражение при Ликозе — одно из нескольких произошедших в 846 году столкновений между христианами Апеннинского полуострова и сарацинами.
Военный конфликт начался весной того года, когда к западному побережью Италии из Северной Африки и сицилийского Палермо прибыли сразу несколько флотов сарацин. Эти силы стали угрожать безопасности торговых плаваний по Тирренскому морю, а находившиеся на кораблях воины начали совершать нападения на христианские города в центральной части полуострова. В том числе, были разграблены окрестности Гаэты и Салерно. Сарацины также захватили несколько прибрежных островов, включая Понцу, откуда могли нападать на всё побережье Кампании.

## Сражение
Вероятно, что ещё до прибытия арабского флота в Тирренское море италийцам от купцов стало известно о подготовке арабского вторжения. Это дало возможность неаполитанскому герцогу Сергию I вступить в переговоры с другими правителями Кампании и заключить с ними союз. В это объединение, у позднейших историков получившее название «Лига Кампании», вошли Сергий I Неаполитанский, Марин Амальфитанский, Константин и Марин I Гаэтанские, а также правитель Соррентского герцогства. По словам Ф. Грегоровиуса, эта «лига была первой в Средние века».
Для противодействия нападению сарацин участниками «Лиги Кампании» был создан объединённый флот. В некоторых источниках сообщается, что командование им было поручено трибуну Григорию Бранкацию, наиболее знатному из неаполитанских граждан. Однако, скорее всего, эти сведения мало достоверны и флот христианских княжеств возглавлял герцог Неаполя Сергий I.
Узнав, что арабский флот отплыл из стоянки в Понце и направился к побережью, флот «Лиги Кампании» вышел навстречу сарацинам. Противники встретились вблизи современного Чиленто и у мыса Ликоза вступили в сражение. Хотя у христиан было меньше кораблей, чем у сарацин, победу в битве одержали неаполитанцы и их союзники.

## Последствия
Сражение при Ликозе — первая крупная победа италийцев, одержанная над сарацинами. До этого арабы в течение более тридцати лет не встречали серьёзного военного сопротивления на Апеннинском полуострове.
Победа христиан в битве позволила предотвратить крупное вторжение сарацин в Кампанию. Однако она не смогла полностью обеспечить безопасность местных жителей, так как в том же году арабы разорили принадлежавший герцогу Сергию I город Мизено. Возможно, это нападение было местью эмира Палермо Абу-ль-Аглаба Ибрагима ибн Аллаха за разгром его флота неаполитанцами.
Приблизительно в то же время другой флот сарацин высадил вблизи Рима войско, в августе разграбившее этот город. Отсюда арабы, частью сушей, частью на судах, прибыли к Гаэте, но здесь в ноябре потерпели поражение от флота из неаполитанских и амальфитанских кораблей, которым командовал сын герцога Неаполя Цезарий.
Эти успехи ещё больше укрепили добрососедские связи между правителями Неаполя, Амальфи, Гаэты и Сорренто. Их просуществовавший несколько лет союз сыграл решающую роль в разгроме сарацинского флота в битве при Остии в 849 году.